# Claude Abravanel
Claude Abravanel (Montreux, 16 de julio de 1924 – 14 de diciembre de 2012) fue un pianista y compositor suizo-israelí. Abravanel nació en Montreux (Suiza) y se estableció en Israel en 1951. Estudió piano con Dinu Lipatti en el Conservatorio de Música de Ginebra. También estudió composición con Arthur Honegger y piano con Yvonne Lefébure en la École Normale de Musique de Paris. Fue lector y director de la biblioteca de la Academia de Música y Danza de Jerusalén (Rubin Academy) hasta 1992, cuando Abravanel se convirtió en director de los Archivos Musicales de la Academia Israelí.

## Composiciones de cámara
- Elegy (para voz y flauta)
- Four Songs (para Alto & Cello)
- Hymn of Praise on a Yemenite Motive (para alto y piano)
- Les Amours de Ronsard, (para alto y piano)
- Prelude, Aria & Postlude para clarinete y piano
- Supplication, Choreographical Poem (para flauta y piano)
- Three Psalms (para alto y piano)
- Tre Sonetti di Petrarca (para alto y piano)

## Material adicional
- ©The National Library of Israel. All rights reserved retrieved 23/9/11
- book written by  Abravanel retrieved 23/9/11